# Harréville-les-Chanteurs
Harréville-les-Chanteurs ist eine Gemeinde im französischen Département Haute-Marne in der Region Grand Est. Sie gehört zum Arrondissement Chaumont und zum Kanton Poissons.

## Geografie
Die Gemeinde liegt an der oberen Maas in der Landschaft Bassigny an der Grenze zum Département Vosges. Nachbargemeinden sind Liffol-le-Petit im Westen, Liffol-le-Grand im Norden, Bazoilles-sur-Meuse im Nordosten, Pompierre im Osten, Sartes im Südosten und Bourmont-entre-Meuse-et-Mouzon im Süden.

## Bevölkerungsentwicklung
| Jahr      | 1962 | 1968 | 1975 | 1982 | 1990 | 1999 | 2008 | 2018 |
| --------- | ---- | ---- | ---- | ---- | ---- | ---- | ---- | ---- |
| Einwohner | 345  | 339  | 289  | 333  | 286  | 303  | 273  | 285  |